# Maksym Aharušev
Maksym Aharušev (in ucraino Максим Агарушев?; 26 gennaio 2000) è un pentatleta ucraino.

## Biografia
Studia presso il Dipartimento di Gestione della Logistica e Sicurezza dei Trasporti dell'Università nazionale dell'Ucraina orientale "Vladimir Dal".
Ai mondiali di Alessandria d'Egitto 2022 è stato eliminato in semifinale nella gara individuale e si è classificato 8º nella classifica a squadre. Nella staffetta mista ha concluso 18º, con Olha Klunnikova.
Agli europei di Székesfehérvár 2022 ha vinto il bronzo nell'individuale e ha raccolto il 7º posto nella classifica a squadre.
Ai Giochi europei di Pentathlon moderno ai III Giochi europei è stato eliminato in semifinale nell'individuale e ha ottenuto l'8º posto nella classifica a squadre, con Oleksandr Tovkai e Yuriy Kovalchuk.

## Palmarès
- Europei

Székesfehérvár 2022: bronzo nell'individuale;